# 家事
家事（かじ）とは、家庭に関することがらのことをいう。主に次の2つの意味で用いられる。
- 家庭に関する紛争、審判手続など。家事事件手続法に定められた事件、家庭裁判所で取り扱う事件。離婚、養子縁組、離縁、扶養、相続、成年後見などが、家庭裁判所で扱う家事事件の対象である。詳しくは家事事件手続法もしくは家庭裁判所を参照。
- 掃除、洗濯、炊事などの、家庭における日常生活の運営のための業務のこと。本項目で解説する。

家事（かじ）は、掃除、洗濯、炊事、買物などの、家庭における日常生活のことである。
日常的な生活が円滑に推移していくための基本的な用事（掃除・洗濯・炊事・買物）、及びそれをこなしていくことをいう。企業における総務・経理の仕事になぞらえられる。日本では伝統的に、主婦の仕事とみなされることが多い。ただし最近では、妻の収入が夫の収入を上回ることを理由に、家庭の主夫としての道を選択する男性が僅かながら存在することから、「かならずしも主婦の仕事とは限らなくなった」と考える人もいる。英語の表現でも、家事を担当する人を性別に関わらないホームメイカー（home maker）といった表現を採るケースがある。
伝統的な家事といわれるものは、料理、掃除、洗濯、買物であるが、家計や貯蓄、保険から、育児、高齢者のケア、家族メンバーの健康や栄養管理、庭や花壇の手入れから、親戚の冠婚葬祭のつきあい、資産運用、と多様化しつつあり、こうした分野を総合して、大学などでは「生活科学」といったコースが設けられるようになった。体を動かすことについては、買い物などの家事も認知症予防につながる。
2013年（平成25年）度の男女共同参画白書によれば、日本での家事の活動を貨幣価値に換算すると、年間およそ77兆5000億円になるという。
また､内閣府経済社会総合研究所国民経済計算部地域・特定勘定課が2013年6月に発表した「家事活動等の評価について」によると､一人当たり年間無償労働評価額と無償労働時間は､OC法を用いた結果、女性の場合､専業主婦の無償労働評価額が最も多く年齢平均では304.1万円であり､有業有配偶の無償労働評価額は223.4万円となっている｡専業主婦の場合､他の評価法であるRC-S法では249万円、RC-G法では226万円であった｡